# Marquesado de Generalife
El marquesado de Generalife fue un título nobiliario español, con Grandeza de España, con carácter vitalício, no hereditario, creado por el rey Alfonso XIII de España por decreto de 26 de septiembre de 1921 y carta de 19 de julio de 1926 a favor de Matilde Giustiniani y Giustiniani, como compensación a la cesión del  Generalife, en el antiguo y largo pleito que mantenía con España.
Matilde Giustiniani y Gustiniani, viuda de Giacomo Filipe Durazzo, XIX marqués de Campotéjar, (su primer marido) de quién heredó los derechos de posesión al Generalife y de donde fue su última propietaria.
En 1970 el título revirtió a la Corona a la muerte de su única titular en Génova, el 23 de marzo de 1970.

## Marqueses de Generalife
|                           | Titular                           | Periodo                   |
| Creación por Alfonso XIII | Creación por Alfonso XIII         | Creación por Alfonso XIII |
| ------------------------- | --------------------------------- | ------------------------- |
| I                         | Matilde Giustiniani y Giustiniani | 1926-1970                 |
| Único titular             |                                   |                           |

## Historia de los marqueses de Generalife
- Matilde Giustiniani y Gustiniani, I marquesa de Generalife.
- Se casó en primeras nupcias con Giacomo Filipe Durazzo, XIX marqués de Campotéjar,[1] y en segundas con Pedro Negrotto y Cambiasso.